# Leptomydas lineatus
Leptomydas lineatus är en tvåvingeart som först beskrevs av Olivier 1811.  Leptomydas lineatus ingår i släktet Leptomydas och familjen Mydidae.
Artens utbredningsområde är Egypten. Inga underarter finns listade i Catalogue of Life.